# Coude (biochimie)
Pour les articles homonymes, voir Coude (homonymie).
En biochimie, un coude est un élément de la structure secondaire des protéines caractérisé par un changement de direction de la chaîne polypeptidique. On peut définir un coude comme une configuration tridimensionnelle dans laquelle les atomes de carbone α de deux résidus d'acides aminés séparés par un petit nombre d'autres résidus — typiquement moins de cinq — sont distants de moins de 0,7 nm en dehors d'un élément de structure secondaire tels qu'une hélice α ou un feuillet β avec un squelette peptidique formant une succession d'angles dièdres régulière. La présence d'une liaison hydrogène dans une telle structure est fréquemment observée mais n'est pas une condition nécessaire pour qu'on soit en présence d'un coude.

## Typologie
On classe généralement les coudes en fonction du nombre de résidus qu'ils comprennent :
- coude α : 4 liaisons peptidiques, et donc 3 résidus, séparent les deux résidus extrêmes de la structure[4] ;
- coude β : 3 liaisons peptidiques, et donc 2 résidus, séparent les deux résidus extrêmes de la structure ; c'est le type de coude le plus fréquent dans les protéines ;
- coude γ : 2 liaisons peptidiques, et donc 1 résidus, séparent les deux résidus extrêmes de la structure[5] ;
- coude δ : les deux résidus extrêmes de la structure son contigus, c'est-à-dire qu'ils ne sont séparés que par une seule liaison peptidique (structure peu probable d'un point vue stérique) ;
- coude π : 5 liaisons peptidiques, et donc 4 résidus, séparent les deux résidus extrêmes de la structure[6].

On parle parfois de boucle ω pour qualifier les structures contenant davantage de résidus au sein desquelles les liaisons hydrogène ne sont pas fixes.
Il est fréquent qu'un ou plusieurs résidus soient impliqués dans deux coudes qui se recouvrent partiellement. C'est par exemple le cas d'une séquence de cinq résidus dans laquelle les résidus 1-4 et 2-5 forment des coudes : on parle dans ce cas de coude double (I, I+1). Les coudes multiples (jusqu'à sept fois) sont des structures courantes dans les protéines.
Les épingles à cheveux sont un cas particulier de coude dans lequel le sens du squelette peptidique s'inverse et interagit avec les structures secondaires voisines. Par exemple, une épingle à cheveux β relie deux brins β antiparallèles avec des liaisons hydrogène.

(en) Coude β de type I à gauche et de type II à droite.

Chaque type de coude peut être subdivisé en fonction de l'angle dièdre de son squelette carboné (diagramme de Ramachandran). Ainsi, changer le signe de ses angles dièdres conduit à inverser la chiralité de la chaîne peptidique — on n'obtient cependant pas l'énantiomère de la protéine car la chiralité de chaque atome de carbone α est conservée. Il existe ainsi deux formes de coude γ : une forme classique dont les angles dièdres (φ, ψ) sont à peu près (75°, –65°), et une forme inverse ayant pour angles dièdres  (–75°, 65°). Il existe au moins huit formes de coude β, en fonction de la présence d'un isomère cis de la liaison peptidique et des angles dièdres deux deux résidus encadrés par les deux résidus refermant ce type de coude. On distingue les coudes β classiques et inverses par un signe prime : ainsi un coude β de type I’ est inverse d'un coude β de type I. Si l'on définit les résidus extrêmes encadrant un coude par la présence d'une liaison hydrogène entre eux, les quatre catégories I, I’, II’ et II de Venkatachalam sont suffisantes pour décrire tous les coudes β possibles. Tous les quatre sont fréquents dans les protéines, le coude β de type I étant le plus fréquent, suivi par les coudes β de types II, I’ et II’ respectivement.

## Rôle dans le repliement des protéines
Deux approches opposées ont été proposées pour décrire le rôle des coudes dans le repliement des protéines. La première les considère comme des éléments passifs qui jouent simplement le rôle de connecteurs entre éléments actifs de la structure tridimensionnelle de la protéine. Cette vision est confortée par le fait que la séquence est généralement très peu conservée au niveau des coudes. A contrario, les coudes peuvent être vus comme des éléments actifs qui jouent un rôle important en permettant aux autres éléments de la structure secondaire des protéines de s'agencer dans l'espace conformément à la forme native de la protéine. Cette vision est confortée par le fait que certaines mutations au niveau des coudes empêchent certaines protéines de se replier de manière fonctionnelle.